# Villa Casciaro
Villa Casciaro è un edificio di interesse storico-artistico di Napoli.
Si erge sulla collina del Vomero, precisamente in una delle vie principali del quartiere, dal 1910: costituisce uno dei più noti esempi di liberty napoletano.
Costruito 1908 forse da Alfredo Marotta, e progettata probabilmente dall'ing Dusmet, proprietario originario, divenne proprietà di Giuseppe Casciaro, uno dei maggiori pittori napoletani dell'epoca, diventando sede d'incontro per le personalità artistiche della Napoli di inizio Novecento.
Il villino è caratterizzato da una pianta irregolare e dalla limitazione dell'aspetto decorativo rispetto alle più fastose costruzioni liberty dell'epoca.
Appartiene tuttora ai discendenti dell'artista.
Attualmente è oggetto di lavori di restauro e riqualificazione energetica. L'arch. Laura Cassese è progettista e direttore lavori.